# Ara kubánský
Ara kubánský (Ara tricolor) je vyhynulý druh papouška. Jednalo se o endemita Kuby a Ostrova Mládeže. Poslední jedinec byl zastřelen v roce 1864, poslední zprávy o jeho existenci pochází z roku 1885.

## Popis
Ara kubánský dorůstal délky 50 cm. Dospělí ptáci měli červeně zbarvené temeno, červená barva týlu dále přecházela do žlutě zbarvené šíje. Líce, brada, hrdlo, prsa i břicho ptáka byla šarlatová, horní část hřbetu skořicově červená, se zelenými okraji per. Dolní část hřbetu a kostrč byly světle modré. Křídelní krovky byly hnědé, s červenými okraji per, letky modrofialové, ocas červený, přecházející do modra. Zobák i nohy byly tmavě hnědé, oko žluté. Okolí oka bylo holé. Samec a samice se zbarvením nijak nelišili.
Obýval lesní porosty a hnízdil v dutinách stromů. Nárůst lidské populace v oblasti, odlesňování, lov a vybírání hnízd nakonec vedly k vyhubení druhu.

## Galerie

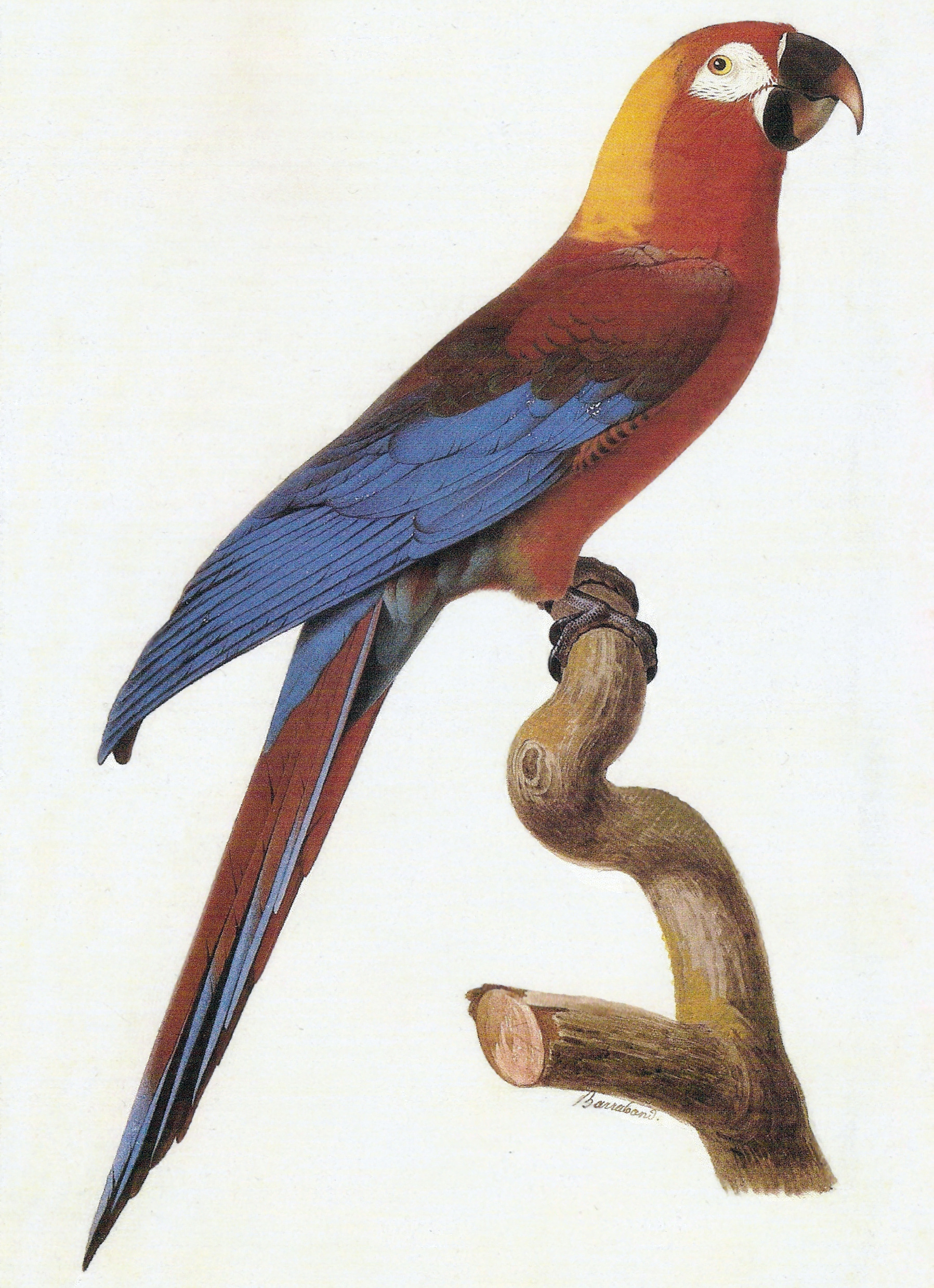
Ara tricolor
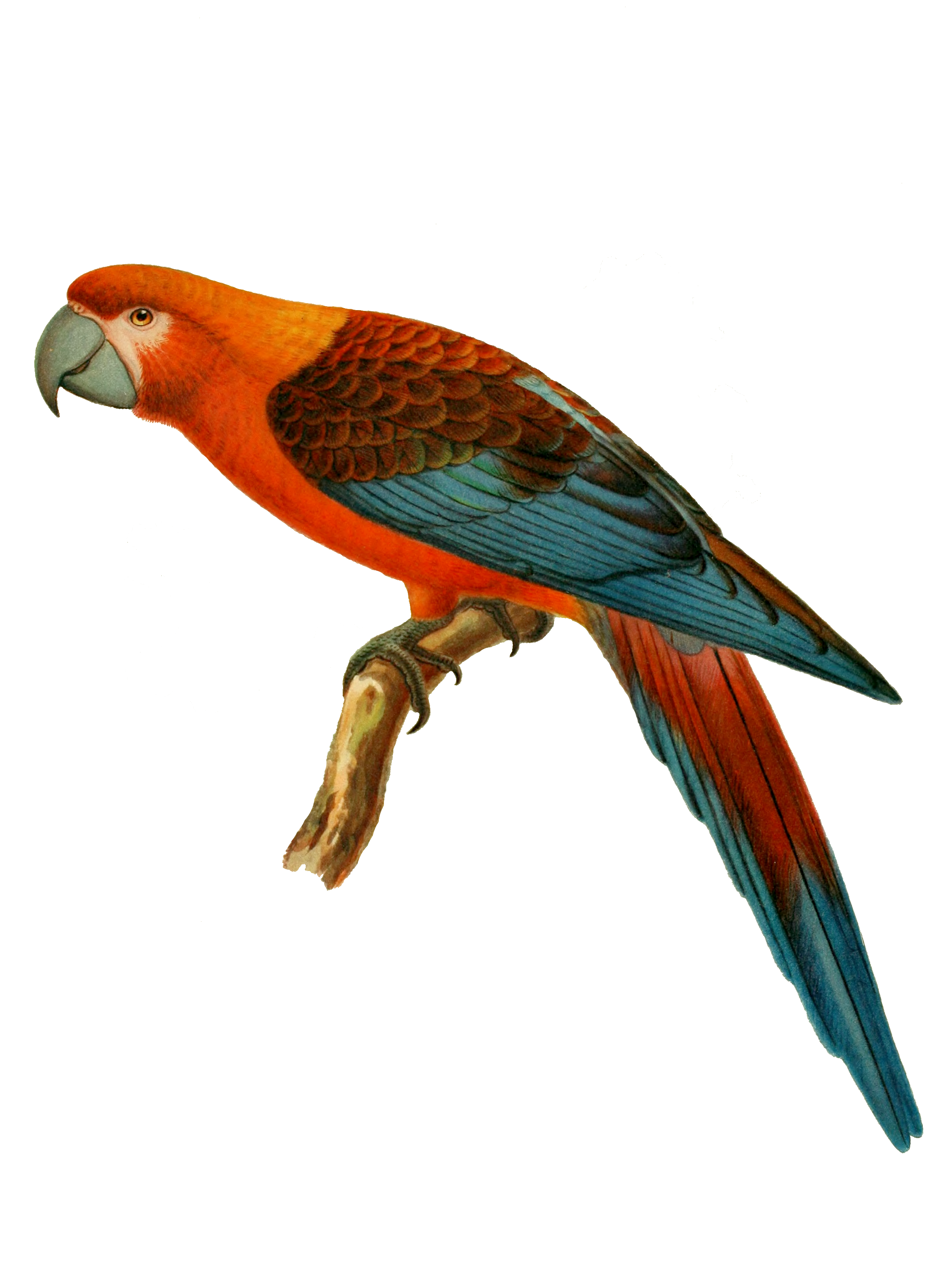
Ara tricolor
Ara tricolor
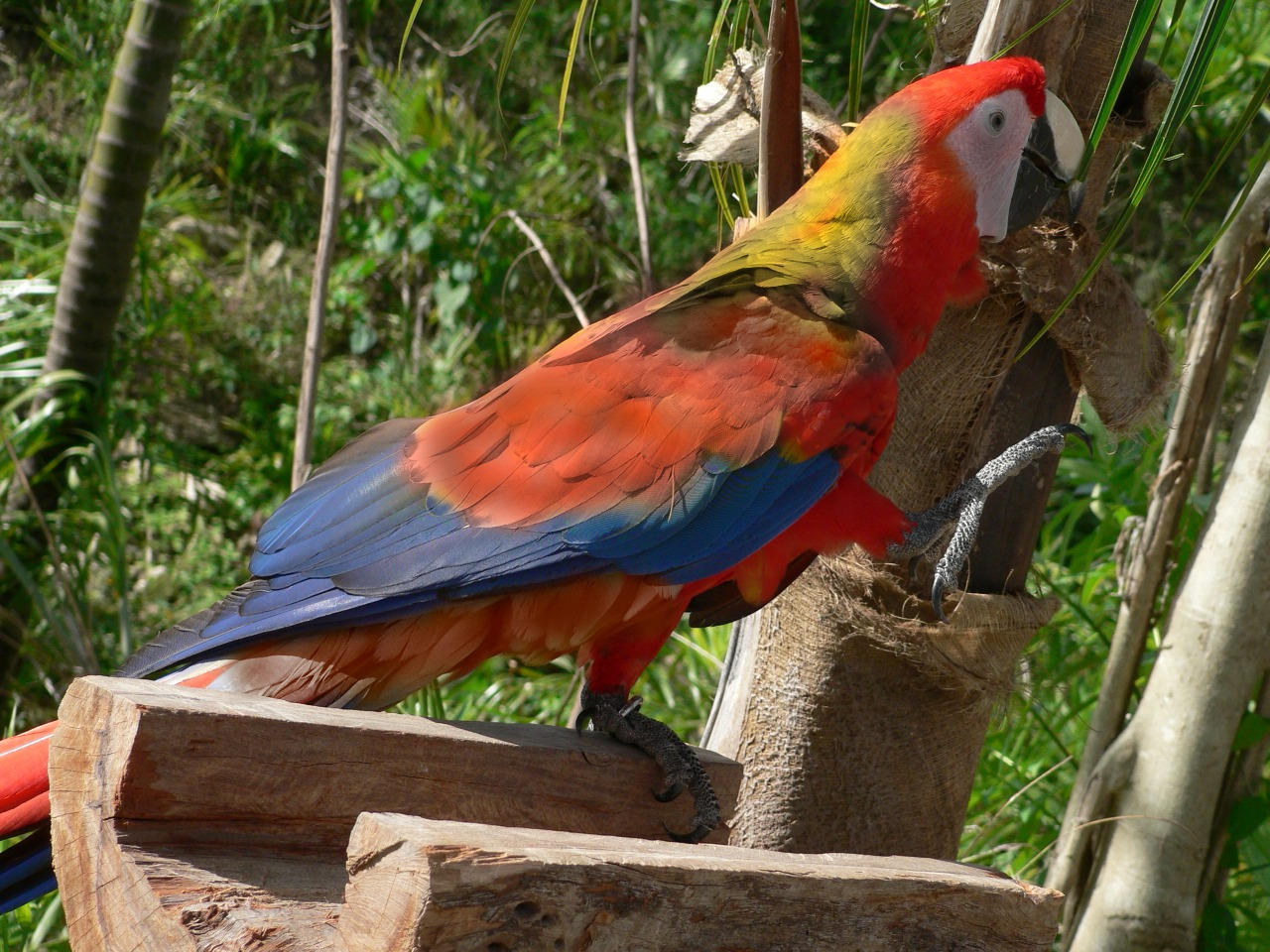
Ara tricolor